# La cabaña del tío Tom
La cabaña del tío Tom (Uncle Tom's Cabin) es una novela de la escritora estadounidense Harriet Beecher Stowe. Se publicó por primera vez, de forma serializada, en el periódico abolicionista The National Era, entre el 5 de junio de 1851 y el 1 de abril de 1852. Posteriormente fue convertida en libro, en 1852. 
La obra tiene la esclavitud como tema central. Narra principalmente la historia del tío Tom, esclavo que trabaja hace años en la propiedad de los Shelby, donde vive junto con su familia, y es vendido a un traficante de esclavos. A la par de las peripecias de Tom, que después de ser vendido cae en manos de diferentes esclavistas violentos, se narra la historia de Eliza, que escapa de la propiedad de los Shelby después de que su pequeño hijo Harry también fuera vendido, como Tom; y también la de otros personajes, como Georges Harris, esposo de Eliza, que también huye de sus dueños.

## Temáticas principales
En La cabaña del tío Tom predomina una temática única: la maldad y la inmoralidad de la esclavitud en los Estados Unidos. Mientras Beecher Stowe maneja otros subtemas a lo largo del texto, tales como la autoridad moral de la maternidad y las posibilidades de arrepentimiento ofrecidas por el cristianismo, enfatiza las conexiones entre aquello y los horrores de la esclavitud. Stowe saca a relucir su lucha contra la inmoralidad de la esclavitud en casi cada página de la novela, en ocasiones incluso cambiando el rumbo de la historia para poder dar un «sermón» sobre la naturaleza destructiva de la esclavitud (como cuando una mujer blanca en el barco que lleva a Tom al sur dice «La parte más espantosa de la esclavitud es, en mi opinión, su atrocidad sobre los sentimientos y el afecto: la separación de las familias, por ejemplo»). Una de las formas en que Stowe mostró la maldad de la esclavitud es como esta «institución peculiar» obligaba a separar a las familias.

Tío Tom siendo atacado por Simon Legree

Debido a que Stowe veía la maternidad como «el modelo ético y estructural de toda la vida americana», y también creía que solo las mujeres tenían la autoridad moral para salvar a los Estados Unidos del demonio de la esclavitud, otra temática principal del libro es el poder moral y el carácter sagrado de las mujeres. A través de personajes tales como Eliza, quien escapa de la esclavitud para salvar a su hijo (y finalmente reúne a su familia completa) o de la pequeña Eva, quien es vista como la «cristiana ideal», Stowe muestra su idea de que las mujeres podrían salvar a sus seres queridos de, incluso, las mayores injusticias. Mientras que los críticos más recientes han destacado que los personajes femeninos de Stowe son a menudo estereotipos domésticos en lugar de mujeres reales, la novela de Stowe «reafirmó la importancia de la influencia femenina» y ayudó a adoquinar el camino del movimiento por los derechos de las mujeres en las décadas siguientes.
Las creencias religiosas puritanas de Stowe se muestran en el final de la novela, mostrando la temática mediante la exploración de la naturaleza del cristianismo y cómo siente que la teología cristiana es fundamentalmente incompatible con la esclavitud. Esta temática se hace más evidente cuando Tom desea ir a St. Clare para «ver a Jesús» luego de la muerte de la amada hija de St. Clare, Eva. Debido a que la temática cristiana tiene un papel muy importante en La cabaña del tío Tom (y debido al uso frecuente de Stowe de interjecciones sobre religión y fe) la novela suele tomar la «forma de un sermón». Entre tanta tiranía, Tom es un ejemplo a seguir para perdonar al prójimo, un «milagro moral», de la moral cristiana.

## Trascendencia

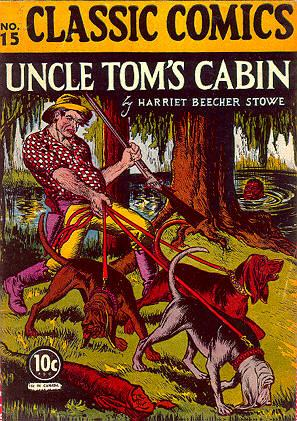
Portada de Classic Comics.

La cabaña del tío Tom fue la novela más vendida en el siglo XIX —y el segundo libro más comprado de la época después de la Biblia—, y fue escrito con la intención de darle mayor impulso a la causa abolicionista en los Estados Unidos anteriores a la Guerra Civil. Tras el primer año de su publicación, se vendieron unas 300 000 copias del libro. La comparación con la Biblia, destacando su popularidad, es significativa, ya que Harriet Beecher Stowe fue una devota y comedida cristiana, hija del presidente de un seminario cristiano, y esposa de un profesor de literatura bíblica en la facultad. Los lectores que acudían a la iglesia responderían favorablemente a Uncle Tom's Cabin porque fue pensado en los valores que la Biblia exponía como propios. 
En un período en el que la esclavitud no había sido abolida, este libro representaba un blanco fácil de fuertes y profundamente negativas críticas por parte de los sectores opositores, es decir, aquellas personas que se alzaban a favor del sistema y en contra de la causa abolicionista. Además, palabras que Harriet incluyó en su obra solían ser algo polémicas en tanto que no conformaba a ambas partes. Por otro lado, la novelista brindó su visión sobre el tema, lo que luego reforzó mediante la imagen de familias rotas y destruidas por la empresa traficante de esclavos, separaciones innecesarias y la crueldad de muchos de los propietarios que acudían a la gran tienda a comprar mano de obra barata. La bondad y la humildad de Tom, junto a la santa inocencia de personajes infantiles y hombres blancos de bien, contrastan con la pavorosa realidad de la sociedad en la que movían.
Como último detalle, Beecher Stowe fue exquisita y meticulosa en la elaboración de su obra, no solo porque esbozó una gran cantidad de imágenes cortantes sino porque contribuyó a una atmósfera realista al representar de la forma más fiel posible el lenguaje de sus personajes, que mucho decía de sus niveles sociales (algo que encontramos en otros autores como Kate Chopin, Henry James o Mark Twain, por ejemplo).
Históricamente, el libro fue escrito en fechas en que Estados Unidos, junto con Brasil, eran uno de los pocos países que seguían admitiendo la esclavitud legal y este libro contribuyó a profundizar el debate y a ampliar la conciencia de los estadounidenses respecto al sistema esclavista. Tanto fue así que cuando el presidente Lincoln conoció a la autora del libro en 1862, en plena guerra de Secesión, le expresó: «De manera que es usted la pequeña mujer que escribió el libro que provocó esta gran guerra».